# ホワイトキー
ホワイトキーは株式会社ウィルコミュニケーションズが運営する婚活パーティーブランド。英表記ではWhiteKey。　

## 概要
婚活パーティー・街コンの企画・運営会社。北海道札幌市に本社を置き、北海道からスタートし、国内全国主要都市の他、上海やバンコクなど国外の婚活パーティーを展開している。また結婚相談所サービスや各拠点の会場をレンタルスペースとして貸出や運営を手掛けている。

## 沿革
- 2000年4月  ｢White Key」創業
- 2001年
  - 4月 有限会社ウィルコミュニケーションズ設立
  - 9月 事務所を札幌市中央区に移転・レンタルスペース事業部開設
- 2005年
  - 3月 関東出張所開設・WhiteKey横浜エリアスタート
  - 10月 横浜支社オープン・レンタルスペース事業部開設
- 2006年
  - 4月 WhiteKey新宿エリアがスタート
  - 10月 多目的ホール「札幌コンファレンスホール」オープン
- 2007年
  - 3月 会社形態を株式会社に変更。新役員就任
  - 8月 首都圏の統括部門を東京へ移転 多目的ホール「コンファレンス東京 新宿店」オープン
- 2009年9月 多目的ホール「コンファレンス東京 銀座Premiere」オープン
- 2010年
  - 4月 WhiteKey大阪・梅田エリアスタート
  - 8月 WhiteKey大阪・心斎橋エリアスタート
- 2011年
  - 4月 銀座店移転 パーティー専用ホール「GALLERIA TOKYO」オープン
  - 9月 WhiteKey名古屋エリアスタート
- 2012年4月 WhiteKey福岡エリアスタート
- 2013年
  - 4月 首都圏統括オフィス・コンファレンス東京を移転リニューアル
  - 8月 大阪にパーティー専用ホール「Hikari Lounge」オープン
- 2014年
  - 4月 名古屋に多目的ホール「名古屋コンファレンスホール栄」オープン
  - 10月 福岡に多目的ホール「Hikari Hall & Lounge」オープン
- 2015年
  - 8月 宇都宮に多目的ホール「宇都宮コンファレンスホール」オープン
  - 10月 タイの首都バンコクにて初の海外定期開催をスタート
- 2016年
  - 4月 名古屋市内に2店舗目「名古屋コンファレンスホール名駅」オープン
  - 5月 大阪市内に2店舗目「SOLA CAFÉ SHINSAIBASHI 」オープン
  - 12月 上海にて海外定期開催をスタート
- 2017年6月 上海に中国を統括するオフィスを設立
- 2020年
  - 6月 札幌本社、KT三条ビルに移転 多目的ホール「札幌コンファレンスホール」移転リニューアルオープン 「MATCHING SHUTTER」・「プライバシーシート」導入
  - 11月 銀座会場「WhiteKey GINZA」移転リニューアルオープン

出典：

## 主なサービス
主に以下のサービスを事業を運用。
- 婚活パーティー「WhiteKey」
- 結婚相談所「WhiteMarriage」
- 婚活コラム「婚活を成功に導くブログ」
- 貸し会議室・レンタルスペース「コンファレンスホールグループ」

出典：